# Franz von Mercy

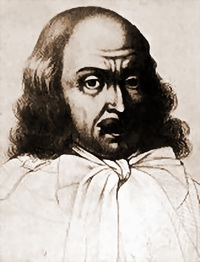
Franz von Mercy

Franz Freiherr von Mercy lub Merci (ur. pod koniec XVI wieku w Longwy, zm. 3 sierpnia 1645 w Allerheim) – władca Mandre i Collenburga, niemiecki wódz w wojnie trzydziestoletniej.
Pochodzący ze szlacheckiej rodziny z Lotaryngii von Mercy między 1606 a 1630 był w służbie cesarskiej. Przez ostatnie lata osiągnął wysoką wojskową rangę. Wyróżnił się w bitwie pod Breitenfeld (1631), dowodził regimentem piechoty nad Renem oraz dowodził garnizonem w twierdzy Rheinfelden (Baden), broniąc się przed Szwedami z najwyższą dzielnością i poddając się dopiero po przetrwaniu 5-miesięcznego oblężenia. Został generałem kawalerii (General-Feldwachtmeister), a w 1635, 1636 i 1637 brał udział w dalszych kampaniach nad Renem i w prowincji Doubs.
We wrześniu 1638 został naczelnym generałem artylerii armii bawarskiej, drugiej co do wielkości armii w Niemczech. W następnej kampanii był praktycznie naczelnym wodzem armii bawarskiej, a od czasu do czasu dowódcą połączonej armii cesarsko-bawarskiej. Był już wówczas uważany za jednego z najwybitniejszych wodzów Europy, w 1643 został feldmarszałkiem po znakomitym zwycięstwie nad armią francuską dowodzoną przez marszałka Rantzaua w bitwie pod Tuttlingen, biorąc do niewoli samego marszałka i 7 tys. jeńców.
W następnym roku Mercy stawiał opór francuskim armiom, dowodzonym przez Wielkiego Kondeusza i Turenne’a. Stoczył krwawy bój pod Fryburgiem. Bitwę przegrał, ale zadał przy tym Francuzom tak ciężkie straty, że musieli wyhamować swą ofensywę w Niemczech. Zrewanżował się w następnym roku i 5 maja 1645 pokonał samego marszałka Turenne pod Herbsthausen (Mergentheim albo Marienthal). Latem 1645 kontynuował operacje przeciwko Wielkiemu Kondeuszowi i marszałkowi Turenne. Zginął 3 sierpnia 1645 od kuli muszkietowej (w głowę) w morderczej bitwie pod Nördlingen (lub Allerheim), w decydującym momencie bitwy. W miejscu, gdzie poległ von Mercy, Kondeusz Wielki wystawił pomnik z inskrypcją Sta viator, heroem calcas.